# Gran Premio de San Marino de Motociclismo de 1985
El Gran Premio de San Marino de Motociclismo de 1985 fue la duodécima prueba de la temporada 1985 del Campeonato Mundial de Motociclismo. El Gran Premio se disputó el 1 de septiembre de 1985 en el Circuito de Misano (inicialmente se había previsto que esta prueba se corriera en el Autodromo Enzo e Dino Ferrari del que se decidió que era demasiado peligroso).

## Resultados 500cc
El estadounidense Eddie Lawson aprovechó la ausencia del campeón de la categoría Freddie Spencer para adjudicarse el último Gran Premio de la temporada y asegurarse así el subcampeonato. Wayne Gardner y Randy Mamola fueron segundo y tercero respectivamente. Fue la última carrera del italiano y campeón de 500cc Franco Uncini.
| Pos.     | Piloto              | Equipo           | Tiempo     | Pts. |
| -------- | ------------------- | ---------------- | ---------- | ---- |
| 1        | Eddie Lawson        | Yamaha           | 47:34.440  | 15   |
| 2        | Wayne Gardner       | Honda            | +17.520    | 12   |
| 3        | Randy Mamola        | Honda            | +21.610    | 10   |
| 4        | Raymond Roche       | Yamaha           | +28.090    | 8    |
| 5        | Ron Haslam          | Honda            | +1:03.350  | 6    |
| 6        | Franco Uncini       | Suzuki           | +1:18.270  | 5    |
| 7        | Gustav Reiner       | Honda            | +1:19.140  | 4    |
| 8        | Mike Baldwin        | Honda            | +1:20.220  | 3    |
| 9        | Fabio Biliotti      | Honda            | +1 Vuelta  | 2    |
| 10       | Robert McElnea      | Heron-Suzuki     | +1 Vuelta  | 1    |
| 11       | Sito Pons           | Suzuki           | +1 Vuelta  |      |
| 12       | Massimo Messere     | Honda            | +1 Vuelta  |      |
| 13       | Wolfgang von Muralt | Suzuki           | +1 Vuelta  |      |
| 14       | Dave Petersen       | Honda            | +1 Vuelta  |      |
| 15       | Paul Lewis          | Heron-Suzuki     | +1 Vuelta  |      |
| 16       | Leandro Becheroni   | Suzuki           | +1 Vuelta  |      |
| 17       | Boet van Dulmen     | Honda            | +1 Vuelta  |      |
| 18       | Eero Hyvärinen      | Honda            | +1 Vuelta  |      |
| 19       | Marco Papa          | Paton            | +2 Vueltas |      |
| 20       | Andreas Leuthe      | Suzuki           | +2 Vueltas |      |
| 21       | Andreas Pérez       | Suzuki           | +2 Vueltas |      |
| 22       | Carlos Morante      | Suzuki           | +3 Vueltas |      |
| 23       | Stelio Marmaras     | Suzuki           | +4 Vueltas |      |
| Ret      | Christian Sarron    | Yamaha           | Ret        |      |
| Ret      | Karl Truchsess      | Honda            | Ret        |      |
| Ret      | Dietmar Mayer       | Honda            | Ret        |      |
| Ret      | Marco Lucchinelli   | Cagiva           | Ret        |      |
| Ret      | Rob Punt            | Suzuki           | Ret        |      |
| Ret      | Armando Errico      | Honda            | Ret        |      |
| Ret      | Thierry Espié       | Chevallier-Honda | Ret        |      |
| Ret      | Didier de Radiguès  | Honda            | Ret        |      |
| Ret      | Virginio Ferrari    | Cagiva           | Ret        |      |
| Ret      | Christian Le Liard  | Honda            | Ret        |      |
| Sources: |                     |                  |            |      |

## Resultados 250cc
Victoria del venezolano Carlos Lavado, a pesar de no contar con la Yamaha V2 sino con el modelo tradicional. El alemán y subcampeón del mundo Anton Mang no pudo revalidar el triunfo de Suecia. Loris Reggiani acabó tercero.
| Pos. | Piloto                 | Moto              | Tiempo     | Pts. |
| ---- | ---------------------- | ----------------- | ---------- | ---- |
| 1    | Carlos Lavado          | Yamaha            | 41:57.990  | 15   |
| 2    | Anton Mang             | Honda             | +6.480     | 12   |
| 3    | Loris Reggiani         | Aprilia           | +13.360    | 10   |
| 4    | Manfred Herweh         | Real-Rotax        | +17.240    | 8    |
| 5    | Jean-Michel Mattioli   | Yamaha            | +19.860    | 6    |
| 6    | Fausto Ricci           | Honda             | +28.310    | 5    |
| 7    | Carlos Cardús          | Cobas-Rotax       | +37.450    | 4    |
| 8    | Stéphane Mertens       | Yamaha            | +38.740    | 3    |
| 9    | Dominique Sarron       | Honda             | +39.230    | 2    |
| 10   | Reinhold Roth          | Juchem-Yamaha     | +39.610    | 1    |
| 11   | Antonio Neto           | Cobas-Rotax       | +44.140    |      |
| 12   | Jean Foray             | Chevallier-Yamaha | +53.790    |      |
| 13   | Stefano Caracchi       | MBA               | +54.120    |      |
| 14   | Juan Garriga           | Cobas-Rotax       | +54.470    |      |
| 15   | Marcellino Lucchi      | Malanca           | +54.790    |      |
| 16   | Jacques Cornu          | Honda             | +55.760    |      |
| 17   | Massimo Broccoli       | Aprilia           | +1:07.320  |      |
| 18   | Guy Bertin             | Malanca           | +1:08.560  |      |
| 19   | Gary Noel              | EMC               | +1:09.290  |      |
| 20   | August Auinger         | Bartol            | +1:18.950  |      |
| 21   | Jean-Louis Guignabodet | MIG-Rotax         | +1:19.210  |      |
| 22   | Jean-François Baldé    | Yamaha            | +1:23.620  |      |
| 23   | René Delaby            | Rotax             | +1 Vuelta  |      |
| 24   | Edwin Weibel           | Yamaha            | +1 Vuelta  |      |
| 25   | Andy Watts             | EMC               | +1 Vuelta  |      |
| 26   | Philippe Pagano        | Yamaha            | +2 Vueltas |      |
| Ret  | Mario Rademeyer        | Yamaha            | Ret        |      |
| Ret  | Maurizio Vitali        | Garelli           | Ret        |      |
| Ret  | Siegfried Minich       | Yamaha            | Ret        |      |
| Ret  | Pierre Bolle           | Honda             | Ret        |      |
| Ret  | Éric Saul              | Comoth            | Ret        |      |
| Ret  | Roland Freymond        | Yamaha            | Ret        |      |
| Ret  | Alan Carter            | Honda             | Ret        |      |
| Ret  | Harald Eckl            | Juchem-Yamaha     | Ret        |      |
| Ret  | Niall Mackenzie        | Armstrong         | Ret        |      |
| Ret  | Donnie McLeod          | Armstrong         | Ret        |      |
| DNS  | Luis Miguel Reyes      | Cobas-Rotax       | DNS        |      |
| DNQ  | Karl-Thomas Grässel    | Honda             | DNQ        |      |
| DNQ  | Michel Galbit          | Yamaha            | DNQ        |      |
| DNQ  | Davide Tardozzi        | Malanca           | DNQ        |      |
| DNQ  | Massimo Messere        | Honda             | DNQ        |      |
| DNQ  | Sergio Pellandini      | Honda             | DNQ        |      |
| DNQ  | Vincenzo Cascino       | Yamaha            | DNQ        |      |
| DNQ  | Antonio Garcia         | Cobas             | DNQ        |      |
| DNQ  | Jacky Onda             | Pernod            | DNQ        |      |
| DNQ  | Hubert Abold           | Honda             | DNQ        |      |
| DNQ  | Paolo Ferretti         | MBA               | DNQ        |      |
| DNQ  | Jose de Faveri         | DNQ               |            |      |

## Resultados 125cc
Monólogo italiano en el cuarto de litro con la victoria de Fausto Gresini, que, de esta manera, se proclama campeón del mundo de 125cc.  El aspirante Pier Paolo Bianchi tuvo que abandonar. Ezio Gianola y Maurizio Vitali cerrando el podio.
| Pos. | Piloto                 | Moto          | Tiempo     | Pts. |
| ---- | ---------------------- | ------------- | ---------- | ---- |
| 1    | Fausto Gresini         | Garelli       | 40:48.040  | 15   |
| 2    | Ezio Gianola           | Garelli       | +21.400    | 12   |
| 3    | Maurizio Vitali        | MBA           | +21.420    | 10   |
| 4    | Bruno Kneubühler       | LCR-MBA       | +40.710    | 8    |
| 5    | August Auinger         | MBA           | +41.020    | 6    |
| 6    | Domenico Brigaglia     | MBA           | +1:01.030  | 5    |
| 7    | Olivier Liégeois       | MBA (KLS)     | +1:03.910  | 4    |
| 8    | Jussi Hautaniemi       | MBA           | +1:06.450  | 3    |
| 9    | Gastone Grassetti      | MBA           | +1:07.110  | 2    |
| 10   | Johnny Wickström       | MBA (Tunturi) | +1:07.120  | 1    |
| 11   | Jean-Claude Selini     | MBA (ABF)     | +1:24.930  |      |
| 12   | Willy Pérez            | MBA (Zanella) | +1:25.350  |      |
| 13   | Thierry Feuz           | MBA           | +1:26.050  |      |
| 14   | Lucio Pietroniro       | MBA           | +1:26.670  |      |
| 15   | Norbert Peschke        | MBA           | +1 Vuelta  |      |
| 16   | Alex Bedford           | MBA           | +1 Vuelta  |      |
| 17   | Jacky Hutteau          | MBA           | +1 Vuelta  |      |
| 18   | Robin Appleyard        | MBA           | +1 Vuelta  |      |
| 19   | Anton Straver          | MBA           | +1 Vuelta  |      |
| 20   | Mike Leitner           | MBA (EMCO)    | +1 Vuelta  |      |
| 21   | Bady Hassaine          | MBA           | +1 Vuelta  |      |
| 22   | Håkan Olsson           | MBA (Starol)  | +1 Vuelta  |      |
| 23   | Christoph Bürki        | MBA           | +1 Vuelta  |      |
| 24   | Fernando González      | MBA           | +1 Vuelta  |      |
| 25   | Adolf Stadler          | MBA           | +2 Vueltas |      |
| 26   | Peter Baláž            | MBA           | +2 Vueltas |      |
| Ret  | Pier Paolo Bianchi     | MBA           | Ret        |      |
| Ret  | Pierfrancesco Chili    | MBA           | Ret        |      |
| Ret  | Hugo Vignetti          | MBA           | Ret        |      |
| Ret  | Hubert Abold           | MBA           | Ret        |      |
| Ret  | Gerhard Waibel         | MBA           | Ret        |      |
| Ret  | Karl Dauer             | MBA           | Ret        |      |
| Ret  | Andrés Sánchez         | MBA           | Ret        |      |
| Ret  | Giuseppe Ascareggi     | MBA           | Ret        |      |
| Ret  | Michel Escudier        | MBA           | Ret        |      |
| Ret  | Helmut Lichtenberg     | MBA           | Ret        |      |
| DNQ  | Boy van Erp            | MBA           | DNQ        |      |
| DNQ  | Fabio Meozzi           | MBA           | DNQ        |      |
| DNQ  | Thomas Møller-Pedersen | MBA           | DNQ        |      |
| DNQ  | Robert Hmeljak         | MBA           | DNQ        |      |
| DNQ  | Vincenzo Cascino       | MBA           | DNQ        |      |
| DNQ  | Steve Mason            | MBA           | DNQ        |      |

## Resultados 80cc
El español Jorge Martínez Aspar acaba la temporada como lo comenzó: con una victoria. La Derbi del valenciano se impuso a las Krauser de Ian McConnachie y Stefan Dörflinger. De todas maneras, la marca austríaca se impuso en la general de escuderías.
| Pos. | Piloto               | Moto         | Tiempo     | Pts. |
| ---- | -------------------- | ------------ | ---------- | ---- |
| 1    | Jorge Martínez Aspar | Derbi        | 33:59.940  | 15   |
| 2    | Ian McConnachie      | Krauser      | +2.940     | 12   |
| 3    | Stefan Dörflinger    | Krauser      | +31.600    | 10   |
| 4    | Hans Spaan           | HuVo-Casal   | +52.040    | 8    |
| 5    | Gerd Kafka           | Seel         | +52.710    | 6    |
| 6    | Manuel Herreros      | Derbi        | +52.750    | 5    |
| 7    | Vittorio Sblendorio  | Mancini      | +53.070    | 4    |
| 8    | Gerhard Waibel       | Real-Seel    | +1:08.690  | 3    |
| 9    | Theo Timmer          | HuVo-Casal   | +1:15.430  | 2    |
| 10   | Juan Ramón Bolart    | Autisa       | +1:27.040  | 1    |
| 11   | Herri Torrontegui    | Autisa       | +1 Vuelta  |      |
| 12   | Richard Bay          | Rupp-Maico   | +1 Vuelta  |      |
| 13   | Zdravko Matulja      | Ziegler      | +1 Vuelta  |      |
| 14   | Johan Auer           | Eberhardt    | +1 Vuelta  |      |
| 15   | Kees Besseling       | CJB          | +1 Vuelta  |      |
| 16   | Serge Julin          | Bakker-Casal | +1 Vuelta  |      |
| 17   | Massimo Fargeri      | RB           | +2 Vueltas |      |
| 18   | Chris Baert          | Eberhardt    | +2 Vueltas |      |
| 19   | Otto Machinek        | Hummel       | +3 Vueltas |      |
| 20   | Mika Sakari Komu     | Eberhardt    | +3 Vueltas |      |
| Ret  | Paul Rimmelzwaan     | Harmsen      | Ret        |      |
| Ret  | Henk van Kessel      | HuVo-Casal   | Ret        |      |
| Ret  | Rainer Kunz          | Ziegler      | Ret        |      |
| Ret  | Ángel Nieto          | Derbi        | Ret        |      |
| Ret  | Giuliano Tabanelli   | BBFT         | Ret        |      |
| Ret  | René Dünki           | Zündapp      | Ret        |      |
| Ret  | Daniel Mateos        | Autisa       | Ret        |      |
| Ret  | Edward Rees          | Ziegler      | Ret        |      |
| Ret  | Pasquale Buonfante   | RB           | Ret        |      |
| Ret  | Reiner Koster        | Casal        | Ret        |      |
| Ret  | Steve Mason          | MBA          | Ret        |      |
| Ret  | Jaimie Lodge         | Krauser      | Ret        |      |
| DNS  | Salvatore Milano     | Casal        | DNS        |      |
| DNS  | Paolo Priori         | Lusuardi     | DNS        |      |
| DNQ  | Bernd Rossbach       | Huvo-Casal   | DNQ        |      |